# Edmund Kotarski
Edmund Kotarski (ur. 7 października 1930 w Bydgoszczy) – polski historyk literatury i kultury, edytor, profesor nauk humanistycznych.

## Życiorys
Urodził się w rodzinie Leona, rzemieślnika, i Łucji z domu Kowalskiej. Ukończył w 1950 państwowe gimnazjum i liceum w Bydgoszczy, w 1953 trzyletnie studia polonistyczne I stopnia na Uniwersytecie Mikołaja Kopernika w Toruniu. W latach 1953–1960 pracował w VI Liceum Ogólnokształcącym w Bydgoszczy (nakaz pracy) i równocześnie kontynuował studia (w 1959 uzyskał magisterium). Zatrudniony od 1960 w Wyższej Szkole Pedagogicznej w Gdańsku na stanowisku asystenta. W 1966 doktoryzował się na UMK na podstawie rozprawy Publicystyka Jana Dymitra Solikowskiego. Od 1970 pracował na Uniwersytecie Gdańskim (od chwili jego powstania) – jako starszy asystent, adiunkt, docent, profesor (tytuł w roku 1987). Stopień doktora habilitowanego uzyskał w 1978 na Uniwersytecie Gdańskim na podstawie rozprawy U progu marynistyki polskiej. XVI–XVII wiek. W roku 2001 przeszedł na emeryturę jako profesor zwyczajny (od 1995). 
W latach 1970–1981 był wicedyrektorem i dyrektorem Biblioteki Gdańskiej PAN, od roku 1984 do 1990 dziekanem Wydziału Humanistycznego UG, następnie, do przejścia na emeryturę, kierował Zakładem Literatury Staropolskiej i Oświeceniowej UG.
Był członkiem Gdańskiego Towarzystwa Naukowego (od 1968), Towarzystwa Naukowego w Toruniu (od 1969), Polskiego Towarzystwa Nautologicznego (od 1972), Komisji Historii Kultury Komitetu Nauk Historycznych PAN, komitetów redakcyjnych czasopism: „Rocznik Gdański” i „Barok. Historia-Literatura-Sztuka”. W latach 1973–1979 był redaktorem rocznika Biblioteki Gdańskiej „Libri Gedanenses”.
Od 1956 był mężem Jadwigi z domu Kędziora, profesor nauk humanistycznych, historyk literatury (1929–2022).

## Prace
Zajmował się głównie prozą publicystyczną i poezją okolicznościową XVI–XVIII wieku, początkami marynistyki polskiej, rolą retoryki w literaturze i kulturą medialną minionych stuleci. Autor m.in. takich rozpraw i studiów, jak:
- Publicystyka Jana Dymitra Solikowskiego (1970),
- U progu marynistyki polskiej. XVI-XVII wiek (1978),
- Muza gdańska Janowi Sobieskiemu 1673–1696 (1985),
- Dziedzictwo i tradycja. Szkice o literaturze staropolskiej (1990),
- Gdańska poezja okolicznościowa XVII wieku (1993),
- Sarmaci i morze. Marynistyczne początki w literaturze polskiej XVI–XVIII wieku (1995),
- Gdańsk literacki (do końca XVIII wieku) (1997),
- Gdańska poezja okolicznościowa XVIII wieku (1997),
- Kultura medialna średniowiecza. Europa łacińska (2017),
- Media i kultura polityczna szlachty polskiej XVI wieku (2024).

Wydał kilka tomów tekstów:
- „Kto ma państwo morskie...”. Problemy morza w opinii dawnej Polski (1970),
- Trzy podróże. J. Kochanowski: Pamiątka Janowi na Tęczynie, A. Zbylitowski: Droga do Szwecyjej, T. Grotkowski: Podróż morska (1973),
- „Trzymajmy się morza”. Problemy morza w opinii Rzeczypospolitej XVIII wieku (1985).

Pod jego redakcją ukazały się tomy:
- Problemy polskiej literatury marynistycznej (1982),
- Literatur und Institutionen der literarischen Kommunikation in nordeuropäischen Städten im Zeitraum vom 16. bis zum 18. Jahrhundert (1996),
- Gdańskie Gimnazjum Akademickie, t. I: Szkice z dziejów (2008).

## Ordery i odznaczenia
- Krzyż Oficerski Orderu Odrodzenia Polski (6 sierpnia 2001)[3]
- Krzyż Kawalerskim Orderu Odrodzenia Polski (1984)
- Złoty Krzyż Zasługi (1975)
- Medal Komisji Edukacji Narodowej (1983)
- Medal św. Wojciecha (2000)[4]
- Medal Prezydenta Miasta Gdańska (2021)[5]
- Odznaka „Zasłużony Działacz Kultury” (1976)
- Odznaka honorowa „Zasłużonym Ziemi Gdańskiej” (1975)
- Złota Odznaka „Zasłużony Pracownik Morza” (1972)
- Odznaka honorowa „Za Zasługi dla Gdańska” (1988)

Źródło:.

## Nagrody
- Nagroda im. J. Conrada (1978)
- Nagroda Wojewody Łomżyńskiego (1979)
- Nagroda Miasta Gdańska w Dziedzinie Kultury (1988)[6]
- Nagroda Ministra Edukacji Narodowej (1991, 1998)
- Nagroda Artystyczna Gdańskiego Towarzystwa Przyjaciół Sztuki w dziedzinie eseistyki (1997)[1]
- Nagroda Naukowa Miasta Gdańska im. Jana Heweliusza w kategorii nauk humanistycznych (2002)[7]

Źródło:.